# Clotilde (nombre)
Clotilde es un nombre propio femenino de origen germánico en su variante en español. Procede del germánico Chlodhilde, compuesto de hluot (gloria) y hild (batalla), por lo que quiere decir "batalla gloriosa", "ilustre guerrera" o "la que lucha con gloria".

## Santoral
5 de marzo]: Santa Clotilde.

## Personajes
- Clotilde: Hija del rey franco Clodoveo I y de Santa Clotilde, y esposa de Amalarico, rey visigodo.
- Doña Clotilde, apodada La bruja del 71, personaje del programa El Chavo del Ocho

## Variantes
| Variantes en otras lenguas | Variantes en otras lenguas       |
| -------------------------- | -------------------------------- |
| Español                    | Clotilde                         |
| Alemán                     | Chlothilde, Clothilde, Klothilde |
| Catalán                    | Clotilde                         |
| Euskera                    | Kotilde                          |
| Finlandés                  | Klotilde                         |
| Francés                    | Clotilde                         |
| Húngaro                    | Klotild                          |
| Inglés                     | Clotilde                         |
| Italiano                   | Clotilde                         |
| Latín                      | Clotildis                        |
| Neerlandés                 | Clothilde                        |
| Polaco                     | Klotylda                         |
| Portugués                  | Clotilde                         |
| Ruso                       | Клотильда (Klotil'da)            |
| Sueco                      | Clotilda                         |